# Cervone, Talne
Cervone (în ucraineană Червоне) este un sat în comuna Sokolivocika din raionul Talne, regiunea Cerkasî, Ucraina.

## Demografie
Componența lingvistică a localității Cervone
     Ucraineană (96,66%)
     Rusă (2,68%)
     Alte limbi (0,33%)
Conform recensământului din 2001, majoritatea populației localității Cervone era vorbitoare de ucraineană (96,66%), existând în minoritate și vorbitori de rusă (2,68%).